# Olenecamptus senegalensis
Olenecamptus senegalensis är en skalbaggsart som beskrevs av Stefan von Breuning 1936. Olenecamptus senegalensis ingår i släktet Olenecamptus och familjen långhorningar.
Artens utbredningsområde är Senegal. Inga underarter finns listade i Catalogue of Life.